# Oznaczenie battenburg

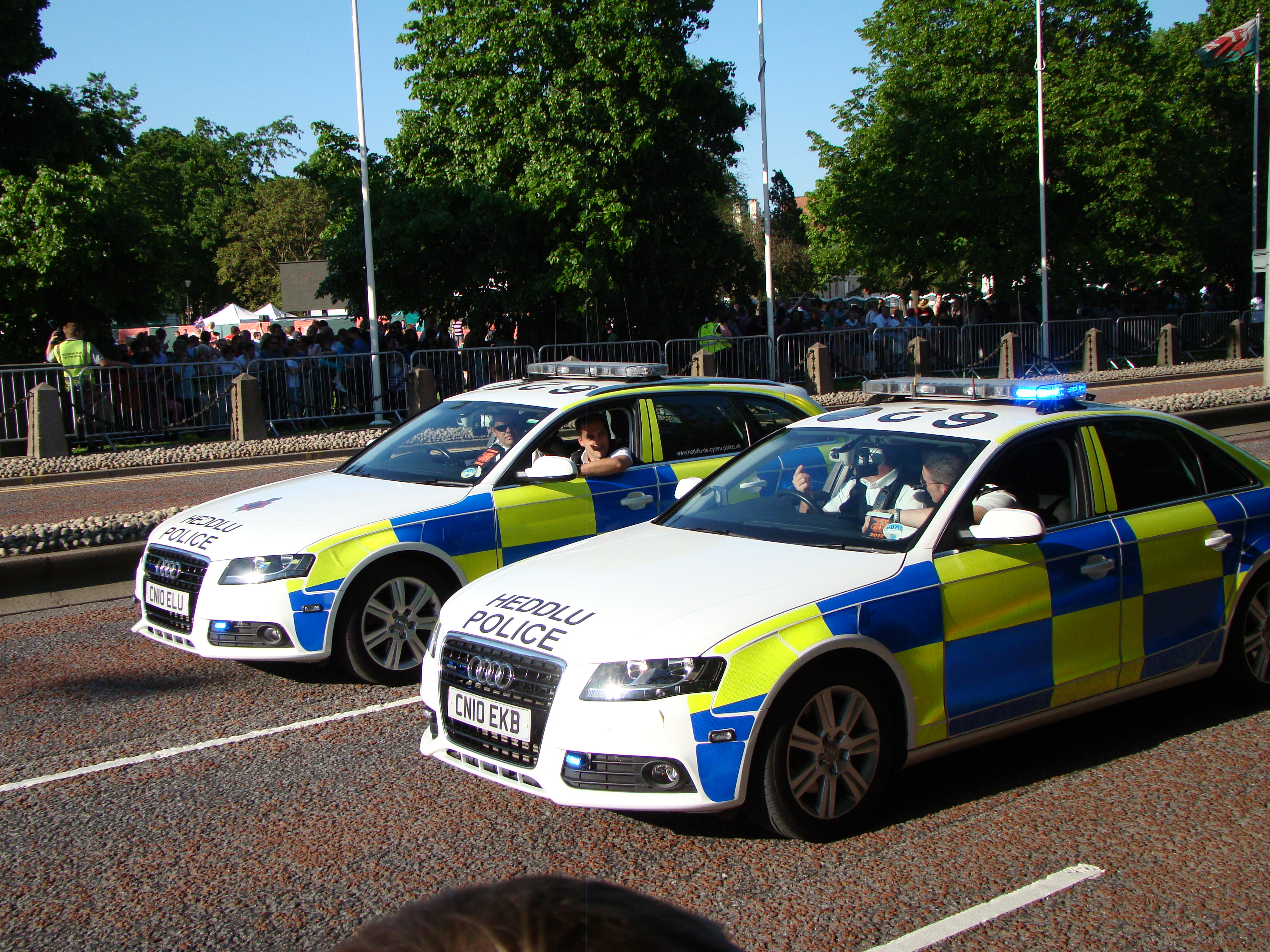
Radiowozy policji walijskiej

Oznaczenie battenburg (rzadziej battenberg) – wzór malowania na brytyjskich pojazdach policji, pogotowia ratunkowego, straży pożarnej i innych pojazdów uprzywilejowanych, stosowany w celu odróżnienia ich od samochodów prywatnych i komercyjnych. Oznaczenie powstało w połowie lat 90. XX wieku i miało na celu poprawienie widoczności samochodów policyjnych.

## Nazwa i historia
Nazwa oznaczenia pochodzi od ciasta Battenberg. Boki auta pomalowane są w szachownicę o horyzontalnym układzie i naprzemiennym ułożeniu kolorów. Jeden z nich najczęściej jest fluorescencyjny, zwykle żółty. Malowanie opracowało naukowe centrum ministerstwa spraw wewnętrznych Wielkiej Brytanii Home Office Centre for Applied Science and Technology (CAST). Wprowadzono je w połowie lat 90. XX wieku z rekomendacji Association of Chief Police Officers.

## Cel oznaczenia

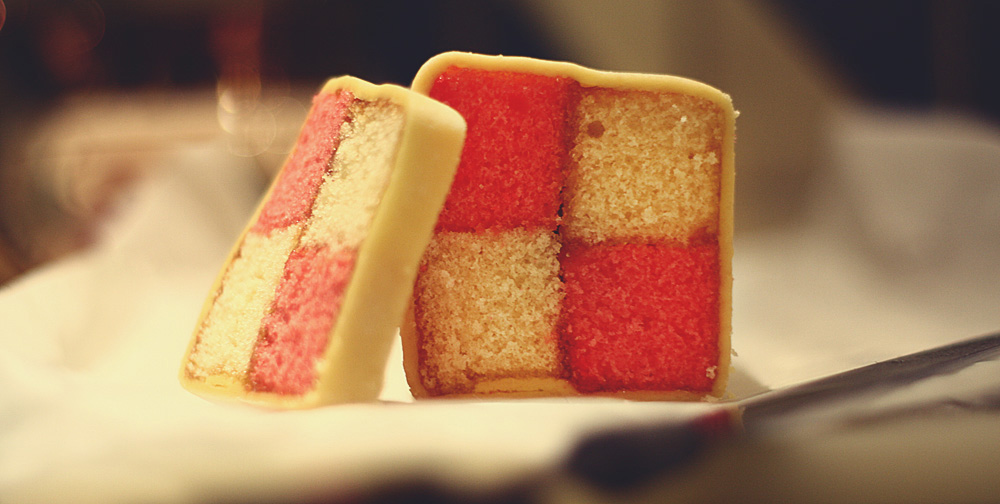
Ciasto Battenberg

Po raz pierwszy malowania użyto na samochodach patrolowych, które muszą być dobrze widoczne w świetle dziennym; tak pomalowane samochody widać z odległości pół kilometra. Oznaczenie stosuje się również w celu uniknięcia kolizji przy zatrzymaniu, a także dla potencjalnego odstraszania przestępców drogowych. Innym powodem było nadanie wozom policyjnym ogólnokrajowej rozpoznawalności. Oznaczenie battenburg akceptuje 85% personelu używającego tak oznaczonych samochodów.